# Munajärvi
Munajärvi är en sjö i Finland. Den ligger i kommunen Kittilä i landskapet Lappland, i den norra delen av landet, 900 km norr om huvudstaden Helsingfors. Munajärvi ligger 194,1 meter över havet. Arean är 2,6 kvadratkilometer och strandlinjen är 9,24 kilometer lång. Sjön  ingår i Kemi älvs huvudavrinningsområde. 
I övrigt finns följande i Munajärvi:
- Isosaari (en ö)

I övrigt finns följande vid Munajärvi:
- Rautusjärvi (en sjö)
- Laukkujärvi